# کنگره ملی حزب کمونیست چین
کنگره ملی حزب کمونیست چین (NCCCPچینی: 中国共产党全国代表大会; پین‌یین: Zhōngguó Gòngchǎndǎng Quánguó Dàibiǎo Dàhuì؛ به طور لفظی: کنگره ملی نمایندگان حزب کمونیست چین) یک کنگره حزبی است که هر پنج سال یک بار برگزار می‌شود. کنگره ملی از نظر تئوری بالاترین ارگان درون حزب کمونیست چین (ح‌ک‌پی) است. از سال ۱۹۸۷ کنگره ملی در ماه‌های اکتبر یا نوامبر برگزار می‌شود. محل برگزاری این رویداد  از سال ۱۹۵۶، تالار بزرگ خلق در پکن است. کنگره جایگاه عمومی برای تغییرات رهبری در سطح بالا در ح‌ک‌چ و رویداد رسمی تغییرات در  اساسنامه حزب است. در دو دهه گذشته، کنگره ملی ح‌ک‌چ اقلا به‌‌عنوان بخش نمادین تغییرات رهبری، محوری بوده‌است و بنابراین توجه رسانه‌های بین‌المللی را به خود جلب کرده‌است.
کنگره رسما عضویت در کمیته مرکزی را تأیید می‌کند، این کنگره متشکل از تصمیم گیرندگان ارشد در حزب، دولت و جامعه است. با این حال، در عمل، تعداد کاندیداها فقط اندکی بیشتر از کرسی‌های خالی نامزدهای کمیته مرکزی‌اند، که نقش کنگره در روند انتخاب را به حذف نامزدهای بسیار نامحبوب محدود می‌کند. هر دوره پنج ساله کنگره ملی خلق همچنین دارای مجموعه‌ای از پلنوم های کمیته مرکزی است که از اواسط دهه ۱۹۹۰ کم و بیش به طور منظم هر سال یک بار برگزار می‌شود.